# FC Vihren Sandanski
FC Vihren Sandanski (bulgară Вихрен Сандански) este un club de fotbal din Sandanski, Bulgaria, care în prezent evoluează în V AFG Sud-Vest, a treia divizie din fotbalul bulgar.

## Sezoane recente
| Sezon   |       | Poz. | M  | V  | R | î  | GM | GP | P  | Cupă | Notes     |
| ------- | ----- | ---- | -- | -- | - | -- | -- | -- | -- | ---- | --------- |
| 2004-05 | B PFG | 1    | 30 | 21 | 5 | 4  | 56 | 15 | 68 | 1/16 | Promovare |
| 2005-06 | A PFG | 10   | 28 | 10 | 2 | 16 | 35 | 55 | 32 | 1/4  |           |
| 2006-07 | A PFG | 10   | 30 | 11 | 4 | 15 | 27 | 39 | 37 | 1/8  |           |
| 2007-08 | A PFG | 10   | 30 | 9  | 6 | 15 | 26 | 29 | 33 | 1/8  |           |

## Palmares
Cea mai bună clasare în A PFG:
- Locul 9: 2005/06, 2006/07

Cupa Bulgariei:
- Sferturi de finală: 1985/86

## Lotul actual
La 1 martie 2014
| Nr. |          | Poziție | Jucător             |
| --- | -------- | ------- | ------------------- |
| 1   | Bulgaria | P       | Petar Palahanov     |
| 2   | Bulgaria | F       | Lazar Yankulov      |
| 3   | Bulgaria | F       | Marin Georgiev      |
| 4   | Bulgaria | F       | Blagoy Atanasov     |
| 5   | Bulgaria | F       | Vangel Stoyanov     |
| 6   | Bulgaria | F       | Nikolay Stoilkov    |
| 7   | Bulgaria | M       | Kostadin A. Nikolov |
| 8   | Bulgaria | M       | Romeo Nikolov       |
| 9   | Bulgaria | A       | Aleksandar Ruskov   |
| 10  | Bulgaria | M       | Atanas Atanasov     |

| Nr. |          | Poziție | Jucător             |
| --- | -------- | ------- | ------------------- |
| 11  | Bulgaria | A       | Petar Mitsev        |
| 12  | Bulgaria | P       | Metodi Pavlov       |
| 14  | Bulgaria | F       | Iliyan Panchev      |
| 15  | Bulgaria | F       | Mario Bachev        |
| 16  | Bulgaria | M       | Vasil Tashev        |
| 17  | Bulgaria | M       | Petar Stoyanov      |
| 18  | Bulgaria | F       | Emil Trenkov        |
| 19  | Bulgaria | A       | Vasil Zahariev      |
| 21  | Bulgaria | M       | Kostadin Garkov     |
| 22  | Bulgaria | M       | Kostadin I. Nikolov |

## Antrenori
| Name              | Nat        | From          | To            |
| ----------------- | ---------- | ------------- | ------------- |
| Kostadin Todorov  | Bulgaria   | January 2000  | January 2001  |
| Vasil Metodiev    | Bulgaria   | January 2001  | June 2002     |
| Yordan Bozdanski  | Bulgaria   | December 2002 | May 2004      |
| Petar Zhekov      | Bulgaria   | June 2004     | May 2005      |
| Petar Zhekov      | Bulgaria   | June 2005     | May 2006      |
| Dionysis Beslikas | Grecia     | June 2006     | August 2006   |
| Petar Zhekov      | Bulgaria   | August 2006   | May 2007      |
| Rui Dias          | Portugalia | June 2007     | October 2007  |
| Eduard Eranosyan  | Bulgaria   | October 2007  | November 2007 |
| Filip Filipov     | Bulgaria   | December 2007 | incumbent     |

## Jucători notabili
| - Vasil Metodiev - Vladimir Karakachiev - Todor Mechev - Krasimir Bakalov - Valentin Stankov - Atanas Manushev - Plamen Mitsanski - Emil Mitsanski - Hristo Zlatinov | - Pando Kotov - Kiril Katzarov - Ivan Stoyanov - Bozhko Pandaziev - Iliya Tochev - Krasto Penev - Evgeni Mihaylov - Georgi Bacev |

## Foști straniri
| Brazilia - Serginio Dias - Ademar - Miran - Mauro Alexandre - Bruno Paes - Manoel Da Silva Capul Verde - Rodolfo Lima - Jose Furtado Croația - Bruno Šiklić - Vedren Muratović |  | Franța - Florian Lucchini Grecia - Christos Maladenis - Dimitrios Zografakis - Dimitris Karademitros Ungaria - Zoltán Fehér - Tihamér Lukács Macedonia de Nord - Slavcho Georgievski |  | Nigeria - Shikoze Udoji - Emejuru Okwudili - Yusuf Bello Portugalia - Eduardo Simões - Diogo Andrade - Luis Dias - Nuno Almeyda - Tiago Costa - Paulo Teixeira - Pina Semedo - Mauro Almeida |  | Serbia - Saša Simonović - Zoran Cvetković Uruguay - Edgardo Simovic Argentina - Gastón Pisani Venezuela - Gabriel Cichero |